# Wudao Paozi
Wudao Paozi är en sjö i Kina. Den ligger i provinsen Jilin, i den nordöstra delen av landet, omkring 460 kilometer öster om provinshuvudstaden Changchun. Wudao Paozi ligger 9 meter över havet. Arean är 3,3 kvadratkilometer. Den ligger vid sjöarna  Liudao Paozi Qidao Paozi Badao Paozi och Jiudao Paozi. Omgivningarna runt Wudao Paozi är en mosaik av jordbruksmark och naturlig växtlighet. Den sträcker sig 3,9 kilometer i nord-sydlig riktning, och 3,2 kilometer i öst-västlig riktning.
Genomsnittlig årsnederbörd är 1 002 millimeter. Den regnigaste månaden är juli, med i genomsnitt 207 mm nederbörd, och den torraste är januari, med 8 mm nederbörd.